# Artists Unlimited

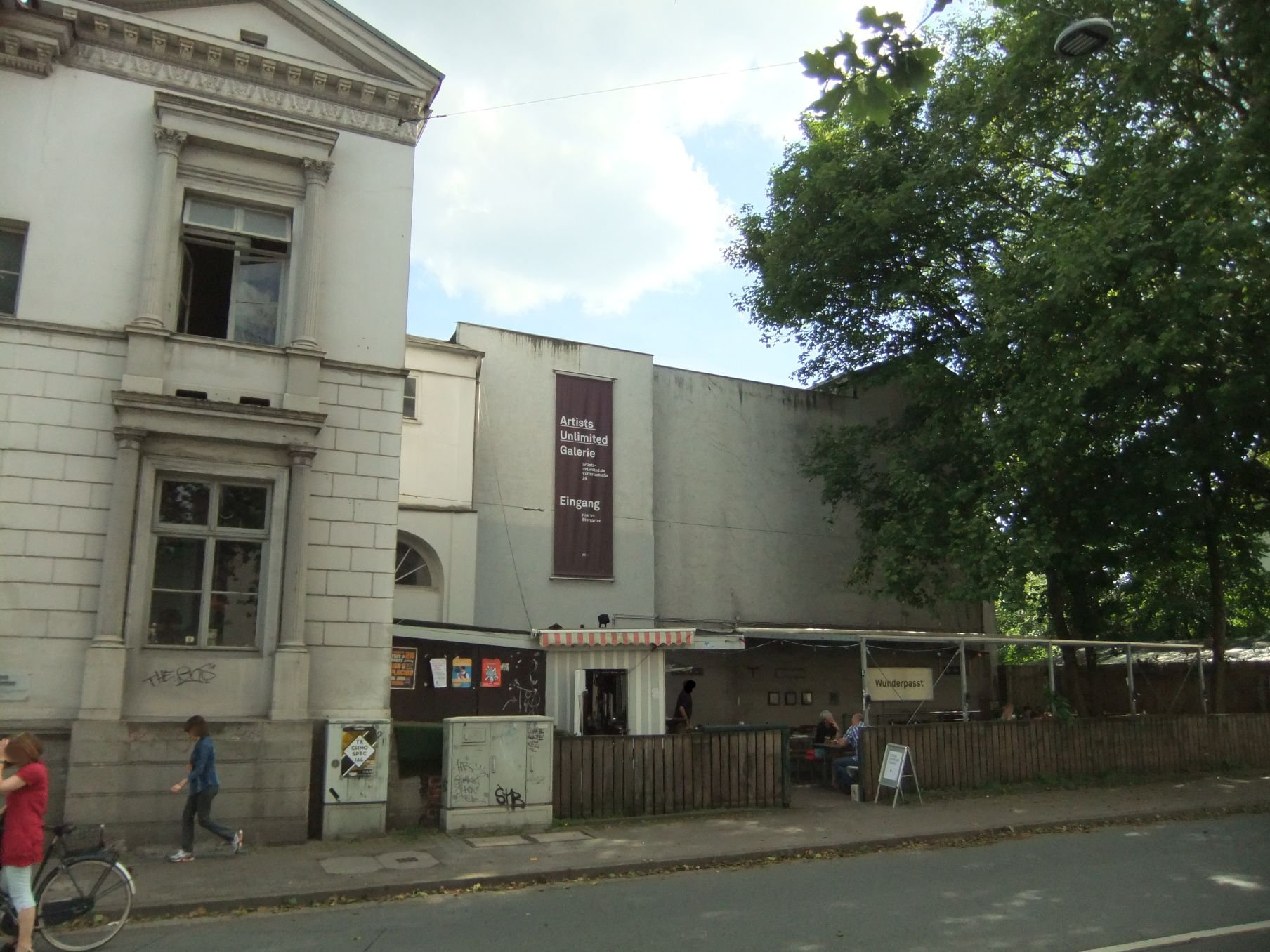
Eingang zur Galerie artists unlimited in Bielefeld

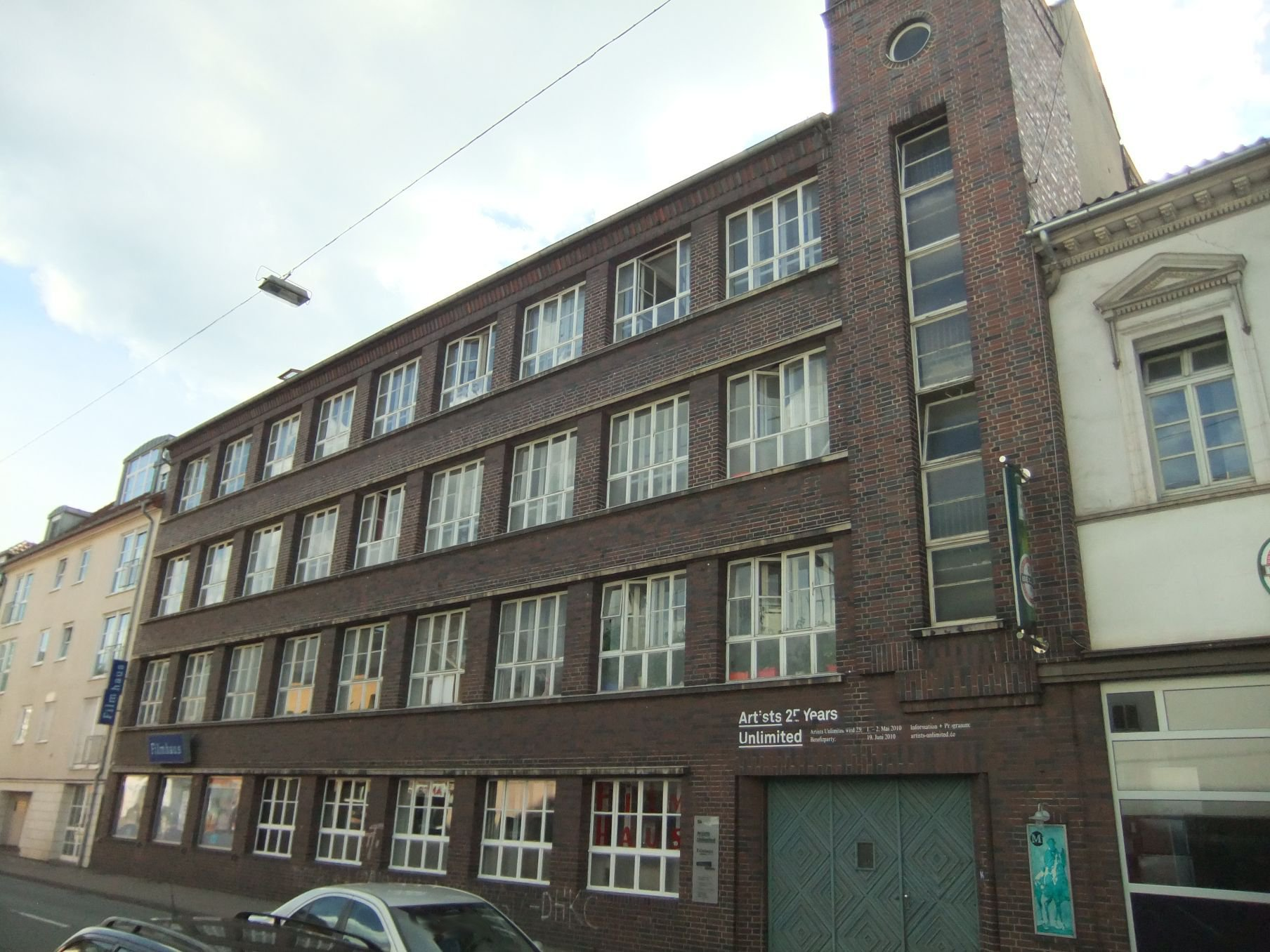
Filmhaus an der August-Bebel-Straße Bielefeld.

Artists Unlimited ist ein Künstlerhaus in Bielefeld.

## Geschichte
Das Künstlerhaus wird seit 1985 vom Verein Artists Unlimited e.V. in der ehemaligen Papierfabrik Opitz im Zentrum von Bielefeld betrieben. Der Verein wurde von Studenten aus dem Bielefelder Fachbereich Design, Künstlern sowie von Gleichgesinnten gegründet, um gestalterischem Arbeiten und gemeinsamem Wohnen einen Platz zu bieten. Noch im selben Jahr wurden die 2000 m² der alten Papierfabrik mit viel Eigenarbeit in Wohn- und Arbeitsräume umfunktioniert.
Eine eigene Galerie wurde 1987 im Gebäude eröffnet, in der bis 2010 bereits 220 Ausstellungen zu sehen waren. Allein im Jahr 2009 wurden 14 Ausstellungen gezeigt.
Im April 2009 wurde der Verein eingeladen, bei der Ausstellung „Das Bielefelder Gefühl“ mitzuwirken, die im Bielefelder Kunstverein zu sehen war.
Im Juli 2023 kündigte Artists Unlimited dem langjährigen Betreiber des Café Milestones den Mietvertrag, was politische und juristische Auseinandersetzungen nach sich zog.

## Heutige Bedeutung
Heute ist Artists Unlimited ein Ort, der das Bielefelder Kulturleben durch zahlreiche Initiativen bereichert hat. Die Idee von Bielefelder Veranstaltungen wie offene Ateliers und Carnival der Kulturen gehen auf Bewohner und Gastkünstler von Artists Unlimited zurück.
Zurzeit wohnen und arbeiten 29 Künstler, Designer und Kulturschaffende in dem Gebäude, ergänzen und bereichern sich untereinander. Der Kunstverein ist regelmäßig das Experimentierfeld verschiedenster Künstler.  
Jedes Jahr im Sommer findet zudem die stadtbekannte Artists Unlimited Benefizparty statt, aus deren Einnahmen das dreimal im Jahr vergebene Gastkünstler-Stipendium finanziert wird.

## Gastkünstler
Für dreimal im Jahr schreibt der Verein ein dreimonatiges Arbeitsstipendium aus, bei dem die Gastkünstler Wohnung, ein Atelier und ein kleines Einkommen erhalten. Der Aufwand für die Gastkünstler wird von Spenden finanziert, in der Regel durch Benefizveranstaltungen, die der Verein mehrmals im Jahr durchführt.
Bis 2010 waren mehr als 70 meist ausländische Künstler in den Gastateliers tätig, darunter Pip Cozens (GB/DE), Paul Haywood (DE), Claus van Bebber (DE), Birgit Cauer (DE), Nicola Dormagen (DE), Anne Schlöpke (DE), Ben Gwilliam (GB), Laila Evensen (NO) und Bob Levene (GB).

## Publikationen
- 2010: Publikation zum 25. Jubiläum „NOW“, Selbstverlag
- 2009: Artists Unlimited Zeitung 09/10, Selbstverlag
- 2008: Artists Unlimited Zeitung 08/09, Selbstverlag
- 2005: Artists Unlimited 20+, Kerber Verlag, ISBN 3-938025-36-0